# Wolin (île)
Pour l’article homonyme, voir Wolin (ville).
Wolin (en allemand Wollin, en français Vollin[réf. nécessaire]) est une île de 245 km2 appartenant à la Pologne et située dans le sud de la mer Baltique, au large de la côte poméranienne. Avec l’île d’Usedom dont elle est séparée par le détroit de Świna, elle ferme la lagune de Szczecin. Elle est séparée du continent par le détroit de Dziwna (au-dessus duquel passe un pont) et par les baies de Kamieński et de Szczecin.

## Tourisme

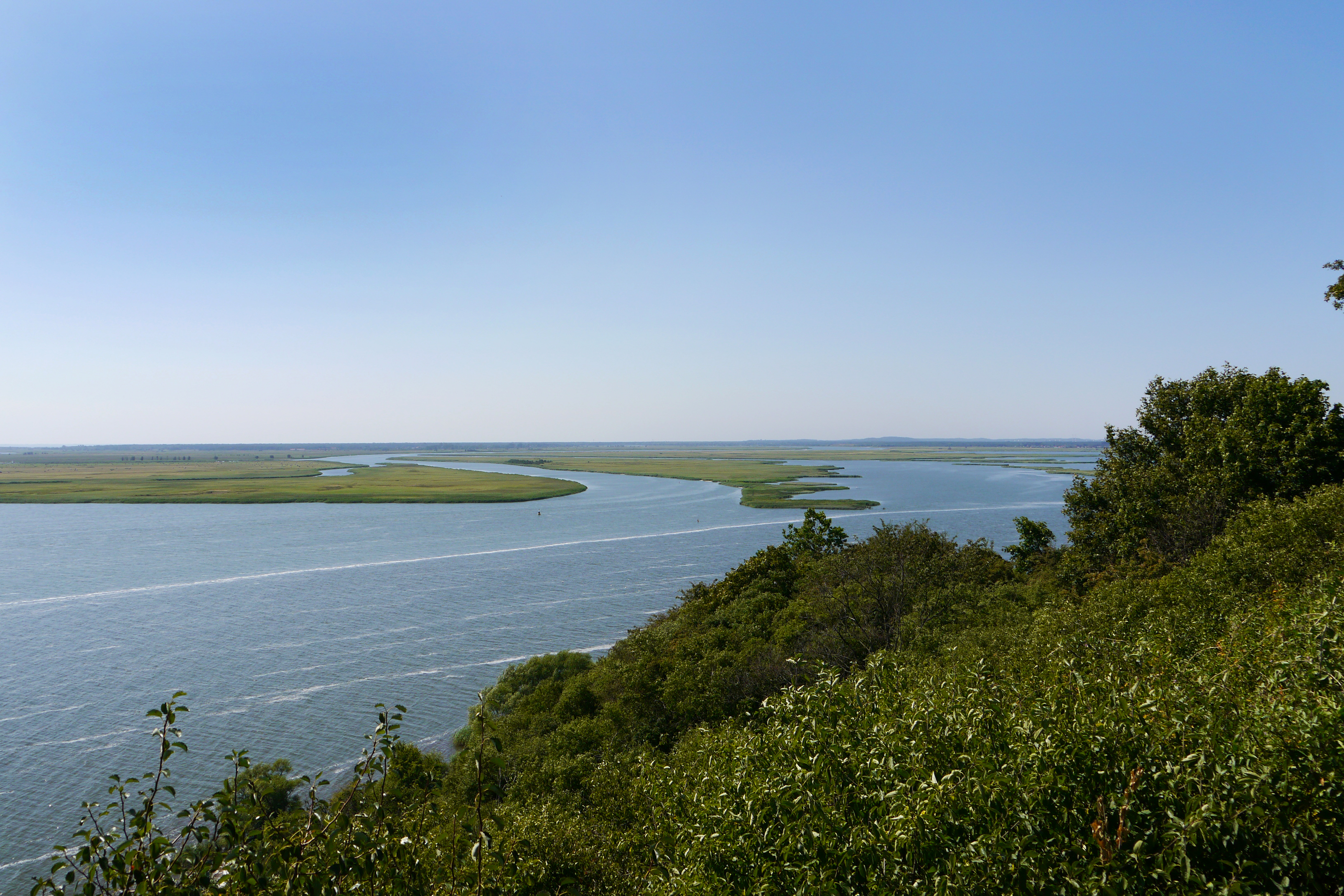
L'estuaire de l'Oder vu de Lubin.

Le Parc national de Wolin (en polonais Woliński Park Narodowy) est célèbre pour sa diversité naturelle et géologique. Les falaises sont constituées d’élévations morainiques et sont habitées par des pygargues à queue blanche. Les propriétés pédologiques du sol permettent à neuf variétés d’orchidées d’être présentes dans le parc. Des conifères et des hêtres, modelés par le vent, tapissent les sommets des falaises. Des bisons sont élevés dans la réserve.
La station balnéaire la plus réputée est Międzyzdroje.
Depuis 1993, au mois de juillet, a lieu sur l’île le Festival des Slaves et des Vikings,.

## Histoire
L’île est une ancienne colonie des Vikings. Du IXe  au  XIe siècle, elle était habitée par la tribu des Voliniens ou Vélunzanes qui vivaient surtout du commerce. Leur capitale était Wolin (anciennement Jomsborg), une des plus grandes villes européennes de cette époque (10 000 habitants).
L’île est devenue suédoise en 1648, prussienne en 1721, et est attribuée à la Pologne en 1945.

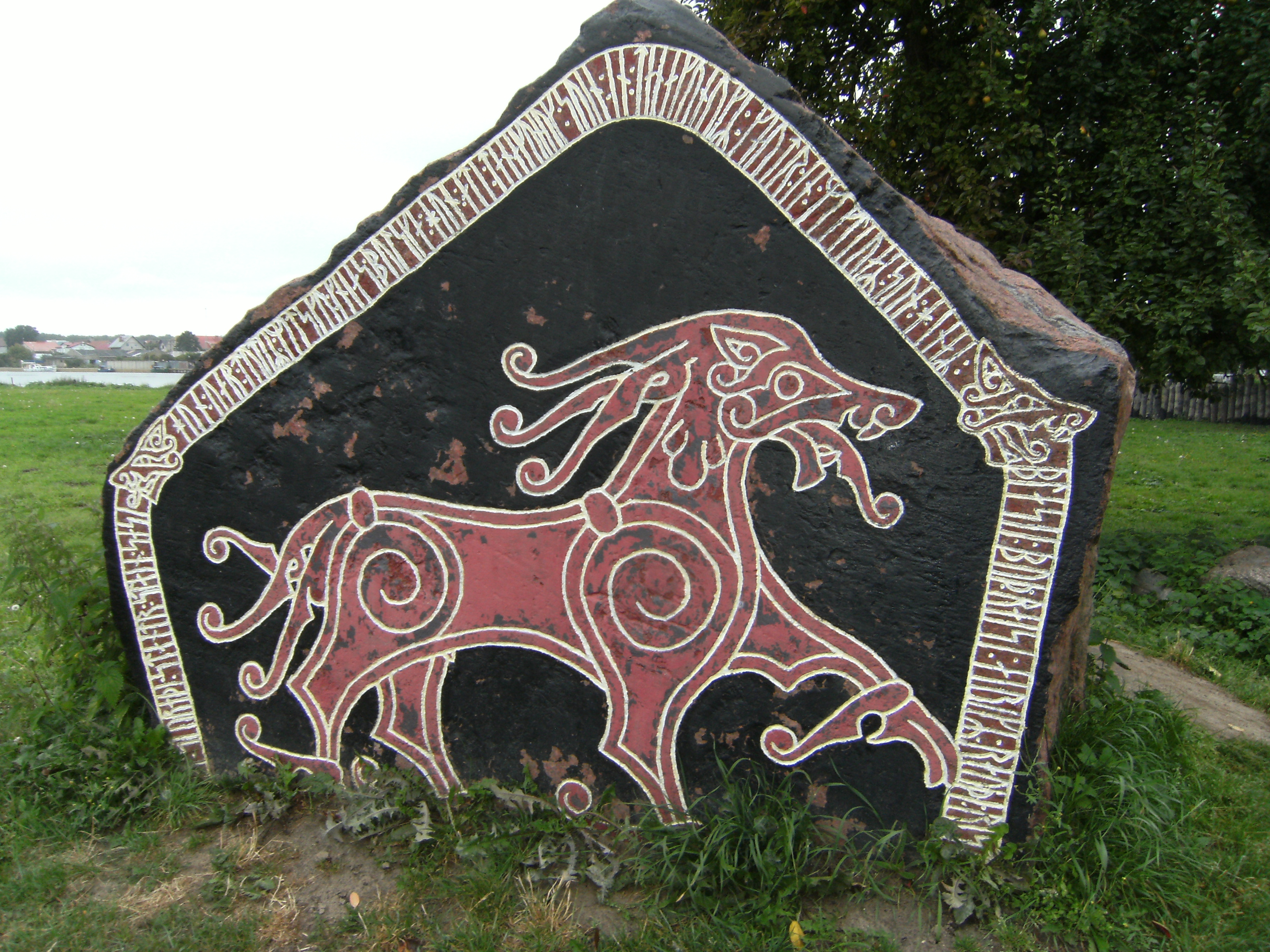
Pierre runique de Wolin
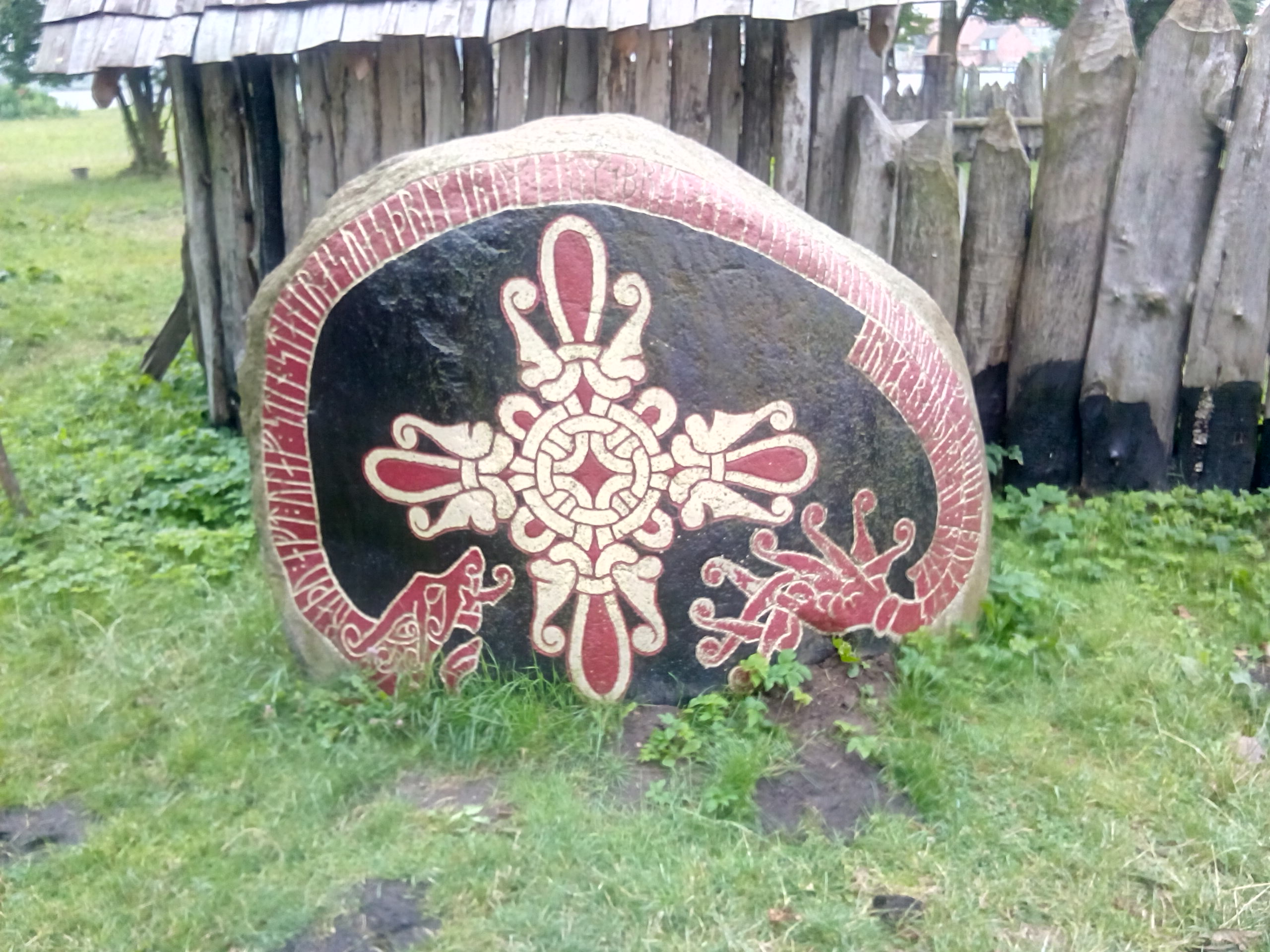
Pierre runique de Wolin

## Localités situées sur l’île
- Międzyzdroje
- Wolin
- Międzywodzie
- Wisełka
- Świętoujść
- Wapnica
- Chorzelin
- Kodrąb
- Łuskowo
- Warnowo
- Dargobądz
- Lubin
- Wicko
- Ognica
- Przytór
- Łunowo
- Mokrzyca Mała
- Mokrzyca Wielka
- Darzowice
- Jarzębowo

### Webographie
- Notices dans des dictionnaires ou encyclopédies généralistes :   - Britannica
  - Gran Enciclopèdia Catalana
  - Internetowa encyklopedia PWN
  - Treccani
- Notices d'autorité :   - VIAF
  - LCCN
  - GND
  - Israël